# Brøndum-Hvidbjerg Sogn
Brøndum-Hvidbjerg Sogn er et sogn i Salling Provsti (Viborg Stift).
Sognet blev dannet 1. oktober 2021 ved en sammenlægning af Brøndum Sogn og Hvidbjerg Sogn.
|  | Denne artikel kan blive bedre, hvis der indsættes geografiske koordinater Denne artikel omhandler et emne, som har en geografisk lokation. Du kan hjælpe ved at indsætte koordinater i wikidata. |

1. 1 2  Statistikbanken Folketal den 1. i kvartalet efter sogn og folkekirkemedlemskab (dansk)